# Sheranapis villarrica
Espèce
Sheranapis villarrica est une espèce d'araignées aranéomorphes de la famille des Anapidae.

## Distribution
Cette espèce est endémique du Chili. Elle se rencontre dans les régions d'Araucanie et de Valparaiso.

## Description
Le mâle holotype mesure 1,87 mm et la femelle paratype 1,96 mm.

## Étymologie
Son nom d'espèce lui a été donné en référence au lieu de sa découverte, Villarrica.

## Publication originale
- Forster, 1951 : New Zealand spiders of the family Symphytognathidae. Records of the Canterbury Museum, vol. 5, no 5, p. 231-244.